# ها جون تشانغ
ها جون تشانغ (بالكورية: 장하준) (بالإنجليزية: Ha-Joon Chang) (7 أكتوبر 1963) عالم اقتصاد بريطاني من كوريا الجنوبية ، متخصص في اقتصاديات التنمية، ويعمل كقارئ في الاقتصاد السياسي للتنمية بجامعة كامبريدج.ألف العديد من كتب السياسة التي نوقشت على نطاق واسع، وأبرزها «الركل بعيدًا عن السلم: إستراتيجية التنمية في المنظور التاريخي» (2002).   في عام 2013 صنفت مجلة Prospect تشانغ كواحد من أفضل 20 مفكرا عالميا.
وقد عمل كمستشار للبنك الدولي، ومصرف التنمية الآسيوي، وبنك الاستثمار الأوروبي، بالإضافة إلى منظمة أوكسفام  وعدد من وكالات الأمم المتحدة. وهو أيضًا زميل في مركز أبحاث الاقتصاد والسياسة  في واشنطن العاصمة. بالإضافة إلى ذلك يعمل تشانغ في المجلس الاستشاري لمنظمة «أكاديميون يقفون ضد الفقر» (ASAP).

## سيرته المهنية
بعد تخرجه من قسم الاقتصاد بجامعة سيول الوطنية، درس في جامعة كامبريدج، وحصل على الماجستير والدكتوراه عن أطروحته «الاقتصاد السياسي للسياسة الصناعية - تأملات في دور تدخل الدولة» عام 1991.
بدأت مساهمة تشانج في الاقتصاد غير التقليدي أثناء دراسته تحت إشراف روبرت روثورن، أحد أكبرالاقتصاديين الماركسيين البريطانيين،  والذي عمل معه على تطوير نظرية السياسة الصناعية، والتي وصفها بأنها طريق وسط بين التخطيط المركزي والسوق الحرة غير المقيدة.
يعد عمله في هذا المجال جزءًا من نهج أوسع للاقتصاد يُعرف بالاقتصاد السياسي المؤسسي والذي يضع التاريخ الاقتصادي والعوامل الاجتماعية والسياسية في مركز تطور الممارسات الاقتصادية.

## مؤلفاته

### كتب
- الاقتصاد السياسي للسياسة الصناعية (مطبعة سانت مارتن، 1994)
- حقوق الملكية الفكرية والتنمية الاقتصادية: الدروس التاريخية والقضايا الناشئة (كتيب) (شبكة العالم الثالث؛ 2001)
- من المستفيد من النظام الدولي الجديد لحقوق الملكية الفكرية؟: وماذا يجب أن تفعل أفريقيا؟ (كتيب) (ATPSN ؛ 2001)
- جوزيف ستيجليتز والبنك الدولي: المتمرد داخل (مجموعة خطابات ستيغليتز) (نشيد؛ 2001)
- التخلص من السلم: إستراتيجية التنمية من منظور تاريخي (نشيد؛ 2002) (ردمك 978-1-84331-027-3)
- العولمة والتنمية الاقتصادية ودور الدولة (مجموعة مقالات) (كتب زيد؛ 2002) (ردمك 978-1-84277-143-3)
- إعادة هيكلة شركة كوريا (مع جانغ سوب شين) (روتليدج؛ 2003) (ردمك 978-0-415-27865-2)
- استعادة التنمية: دليل سياسة اقتصادية بديلة (بالتعاون مع إيلين جرابل) (زيد؛ 2004)
- سياسة التجارة والسياسة الصناعية في إفريقيا: الإجماع القسري (تم تحريره مع Charles Chukwuma Soludo & Osita Ogbu) (Africa World Press ؛ 2004) (ردمك 978-1592211654)
- Gae-Hyuck Ui Dut (The Reform Trap ')، Bookie ، سيول، 2004 (مجموعة مقالات باللغة الكورية)
- Kwe-Do Nan-Ma Hankook-Kyungje (قطع العقدة Gordian - تحليل للاقتصاد الكوري) Bookie ، سيول، 2005 (بالكورية) (مؤلف مشارك: Seung-il Jeong) (ردمك 978-89-85989-83-1)
- السامريون السيئون: أسطورة التجارة الحرة والتاريخ السري للرأسمالية (بلومزبري؛ 2008) (ردمك 978-1-59691-598-5)
- 23 شيئًا لا يخبرونك بها عن الرأسمالية (Penguin Books Ltd ؛ 2010) (ردمك 978-1-60819-166-6)
- الاقتصاد: دليل المستخدم (كتب البجع، 2014) (ردمك 978-0718197032)

### أوراق ومقالات
- تجربة التنمية في شرق آسيا: المعجزة والأزمة والمستقبل (Zed ؛ 2006) (ردمك 978-1-84277-141-9)
- التاريخ الاقتصادي للعالم المتقدم: دروس من التاريخ الاقتصادي لأفريقيا للعالم المتقدم: دروس لأفريقيا 2009
- السياسة الصناعية: هل تستطيع أفريقيا أن تفعل ذلك؟ يوليو 2012
- تغير.). التغيير المؤسسي والتنمية الاقتصادية . طوكيو 2007.
- "Kicking Away the Ladder: The" Real "History of Free Trade" ، Ha-Joon Chang ، فورين بوليسي ، 30 كانون الأول / ديسمبر 2003
- «تنظيم الاستثمار الأجنبي من منظور تاريخي دروس لاتفاقية الاستثمار المقترحة لمنظمة التجارة العالمية» ، ها جون تشانغ، السياسة العالمية ، آذار / مارس 2003

## مؤلفاته بالعربية
لم يترجم له إلى العربية سوى مؤلفين هما:
1. كل السلم: الاستراتيجية التنموية من منظور تاريخي، عن دار الشروق الدولية.
2. السامريون الأشرار: الدول الغنية والسياسات الفقيرة وتهديد العالم النامي، عن دار الكتب خان.[13]

## حياته الشخصية
هو ابن وزير الصناعة والموارد السابق تشانغ جاي سيك، وشقيق المؤرخ وفيلسوف العلوم هاسوك تشانغ، وابن عم الاقتصادي البارز والأستاذ في جامعة كوريا تشانغ ها سيونغ. يعيش في كامبريدج مع زوجته هي جيونغ كيم وطفلين هما يونا وجين غيو.

## روابط خارجية
- الموقع الرسمي Ha-Joon Chang
- الملف الشخصي في جامعة كامبريدج
- أرشيف العمود في الحارس
- مرات الظهور على سي-سبان
- ها جون تشانغ في قاعدة بيانات الأفلام على الإنترنت
- Casey Lartigue, Jr. (editor). "Chang Ha-Joon Resource Center: Links and summaries of analysis from his critics". Center for Free Enterprise. مؤرشف من الأصل في 2011-10-07. {{استشهاد بخبر}}: |الأخير= باسم عام (مساعدة)

المقابلات
- فيديو بعنوان «لماذا العالم ليس مسطحًا» لمحاضرة Ha-Joon Chang لمؤسسة أمريكا الجديدة، 4 فبراير 2008
- بودكاست المجتمع الكوري: ها جون تشانغ يناقش السامريين السيئين: أسطورة التجارة الحرة والتاريخ السري للرأسمالية ، 28 مايو 2008
- "الخبير الاقتصادي ها جون تشانج حول" أسطورة التجارة الحرة والتاريخ السري للرأسمالية " ، مقابلة ها جون تشانج على موقع الديمقراطية الآن! 10 مارس 2009 (فيديو، صوت، نسخة مطبوعة)
- ها جون تشانغ في قمة مجموعة العشرين، حروب العملات ولماذا السوق الحرة هي «أسطورة» - مقابلة بالفيديو أجرتها ديموقراطية الآن! ، 12 نوفمبر 2010
- Ha-Joon Chang على بوابة اقتصاد RAI
- الغداء مع FT: Ha-Joon Chang